# Basilique Notre-Dame de Montréal
Basilique Notre-Dame de Montréal är en kyrka i Montréal i Kanada. Den byggdes huvudsakligen mellan 1824 och 1829. Den innehar hedersbenämningen basilika (mindre basilika) inom den romersk-katolska kyrkan.

## Källor

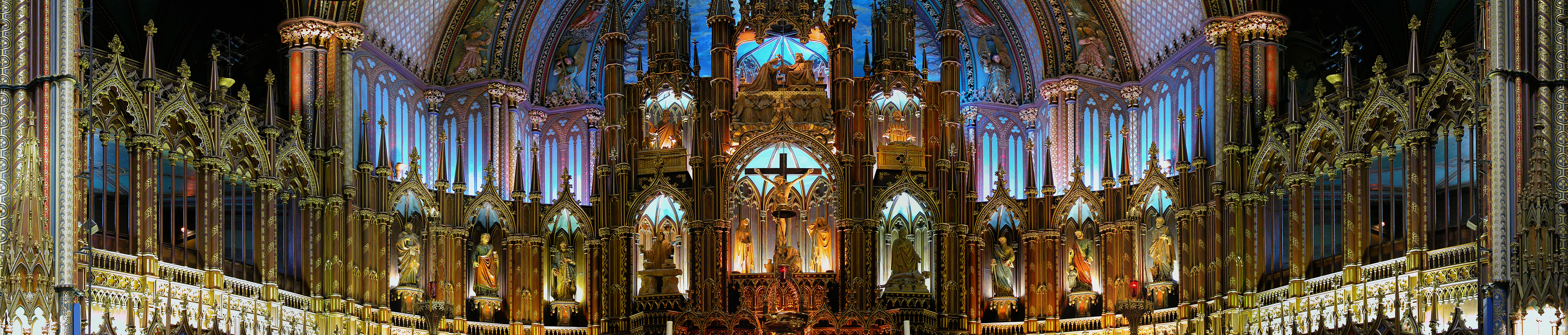
Kyrkans interiör.